# Chính sách thị thực của Malawi

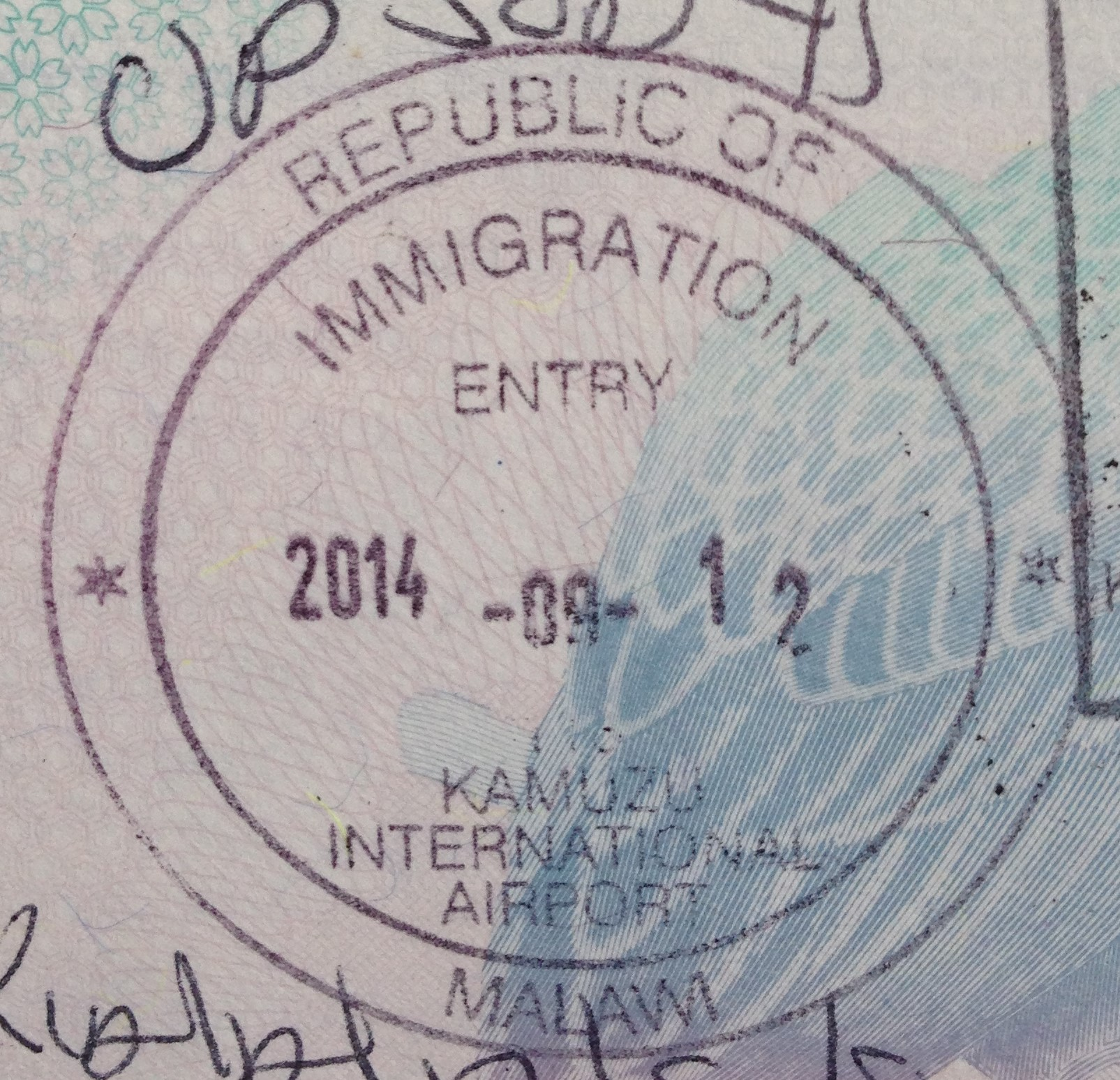
Dấy nhập cảnh Malawi

Du khách đến Malawi phải xin thị thực từ một trong những phái vụ ngoại giao Malawi trừ khi họ đến từ một trong những quốc gia được miễn thị thực hoặc có thể xin thị thực tại cửa khẩu.

## Bản đồ chính sách thị thực

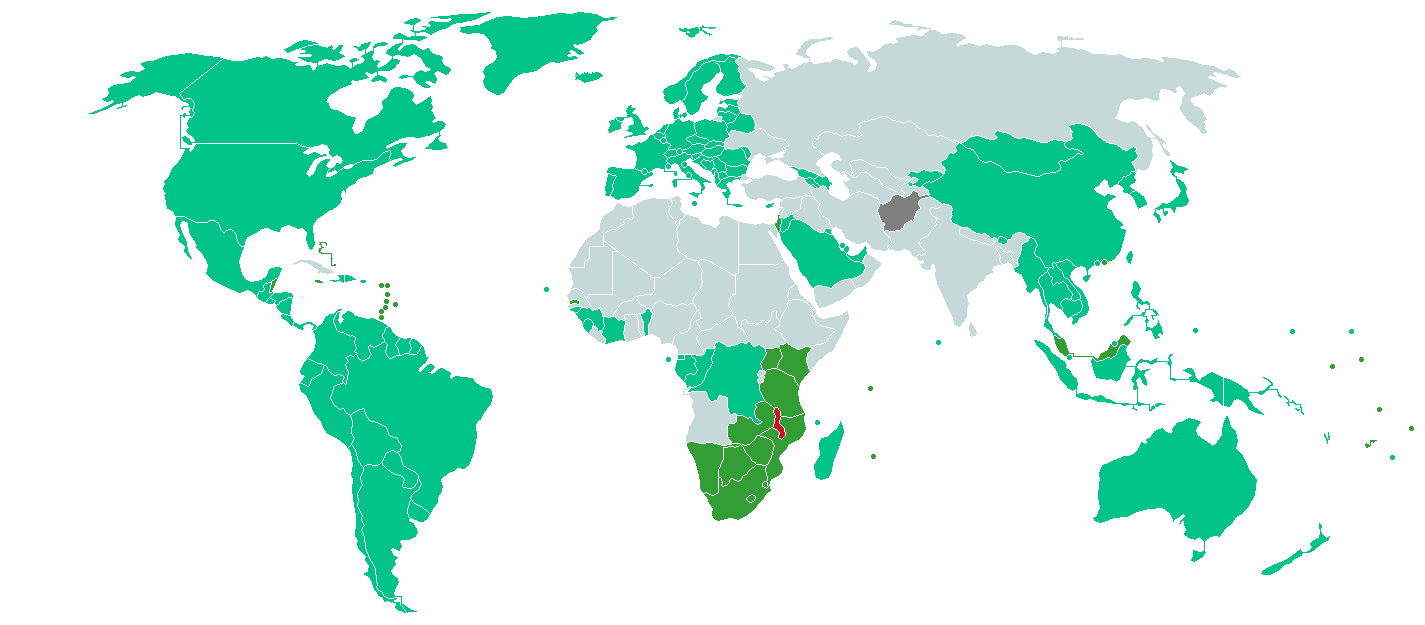
Chính sách thị thực Malawi

## Miễn thị thực
Công dân của 33 quốc gia và vùng lãnh thổ sau có thể đến Malawi lên đến 90 ngày mà không cần thị thực:
| - Antigua và Barbuda - Bahamas - Barbados - Belize - Botswana - Dominica - Fiji - Gambia - Grenada - Hồng Kông (30 ngày) - Israel - Jamaica - Kenya - Kiribati - Lesotho - Malaysia - Mauritius | - Mozambique - Namibia - Nauru - Saint Kitts và Nevis - Saint Lucia - Saint Vincent và Grenadines - Samoa - Seychelles - Nam Phi - Swaziland - Tanzania - Trinidad và Tobago - Tuvalu - Uganda - Zambia - Zimbabwe |

| Ngày thay đổi thị thực |
| --- |
| Danh sách này không đầy đủ, bạn cũng có thể giúp mở rộng danh sách. Miễn thị thực Đả thôi: - Ngày 1 tháng 10 năm 2015: Úc, Bangladesh, Bỉ, Brunei, Canada, Síp, Đan Mạch, Phần Lan, Pháp, Đức, Ghana, Guyana, Iceland, Ý, Nhật Bản, Luxembourg, Madagascar, Maldives, Malta, Nepal, Hà Lan, New Zealand, Na Uy, Papua New Guinea, Bồ Đào Nha, San Marino, Sierra Leone, Singapore, Quần đảo Solomon, Hàn Quốc, Tây Ban Nha, Sri Lanka, Thụy Điển, Đài Loan, Tonga, Vương quốc Anh, Hoa Kỳ, Vanuatu. - ngày 9 tháng 9 năm 2016: Ireland Thị thực tại cửa khẩu - Ngày 1 tháng 10 năm 2015: Albania, Andorra, Argentina, Armenia, Úc, Áo, Azerbaijan, Bahrain, Belarus, Bỉ, Benin, Bhutan, Bolivia, Bosnia và Herzegovina, Brasil, Brunei, Bulgaria, Campuchia, Canada, Cape Verde, Chile, Trung Quốc,* Colombia,* Comoros, Congo, Costa Rica, Bờ Biển Ngà, Croatia, Síp, Cộng hòa Séc, Cộng hòa Dân chủ Congo, Đan Mạch, Cộng hòa Dominican, Ecuador, El Salvador, Equatorial Guinea, Estonia, Phần Lan, Pháp, Gabon, Gruzia, Đức, Hy Lạp, Guyana, Guatemala, Guinea, Guinea-Bissau, Haiti, Honduras, Hungary, Iceland, Indonesia, Ireland (Cộng hòa), Ý, Nhật Bản, Jordan, Triều Tiên, Hàn Quốc, Kuwait, Kyrgyzstan, Lào, Latvia, Liechtenstein, Litva, Luxembourg, Macedonia, Madagascar, Maldives, Malta, Quần đảo Marshall, Mexico, Micronesia, Moldova, Monaco, Mông Cổ, Montenegro, Myanmar, Hà Lan, New Zealand, Nicaragua, Na Uy, Palau, Panama, Papua New Guinea, Paraguay, Peru, Philippines, Ba Lan, Portugal, Qatar,* Romania, Sao Tome và Principe, Ả Rập Saudi, San Marino, Serbia,* Sierra Leone, Singapore, Slovakia, Slovenia, Quần đảo Solomon, Tây Ban Nha, Suriname, Thụy Điển, Switzerland, Thái Lan, Timor-Leste, Tonga, Các Tiểu vương quốc Ả Rập Thống nhất,* Vương quốc Anh, Hoa Kỳ, Uruguay, Vanuatu, Venezuela, Vatican và Việt Nam - Ngày 9 tháng 9 năm 2016: Ireland Đã thôi: - Ngày 17 tháng 5 năm 2016: Maroc và Niger - Ngày 9 tháng 9 năm 2016: Algeria, Angola, Trung Quốc,* Colombia,* Cuba, Djibouti, Eritrea, Ấn Độ, Ghana, Liberia, Mauritania, Nepal, Oman, Qatar,* Senegal, Serbia,* Sri Lanka, Tajikistan, Togo, Turkmenistan, Các Tiểu vương quốc Ả Rập Thống nhất* * – các quốc gia này có trong cả 2 danh sách (thị thực tại cửa khẩu và cần có thị thực) |

Người sở hữu hộ chiếu ngoại giao và công vụ của bất cứ quốc gia nào đi công tác không cần thị thực lên đến 90 ngày.
Chính phủ Malawi đang nghiên cứu áp dụng hệ thống thị thực điện tử.
Và người sở hữu hộ chiếu Laissez-Passer của Liên Hợp Quốc, Liên minh Châu Phi, Ngân hàng Phát triển Châu Phi, International Red Locust Control Organization for Central and Southern Africa và Preferential Trade Area.
Người sở hữu vé máy bay chuyến tiếp theo có thể quá cảnh 24 giờ mà không cần thị thực. Chính sách này không áp dụng với công dân của Ai Cập, Iraq, Kazakhstan, Nga, Sudan, Syria, Ukraina, Uzbekistan và Yemen.

## Thị thực tại cửa khẩu
Công dân của một số quốc gia có thể xin thị thực tại cửa khẩu Malawi. Thông tin về các quốc gia được áp dụng không đồng nhất. Tùy thuộc vào mục đích chuyến đi, du khách có thị thực có hiệu lực được cấp Giấy phép Du khách (VP) hoặc Công tác (BV) tại cửa khẩu có hiệu lực 30 ngày và có thể gia hạn đến tối đa là 90 ngày.
Theo tài liệu xuấ bản bởi Cục Nhập cư, công dân của tất cả các quốc gia mà không được miễn thị thực có thể xin thị thực tại cửa khẩu. Điều này không áp dụng với 53 quốc gia sau:
| - Afghanistan - Algeria - Angola - Bangladesh - Burkina Faso - Burundi - Cameroon - Cộng hòa Trung Phi - Chad - China* - Colombia* - DR Congo - Cuba - Djibouti - Ai Cập - Ethiopia - Eritrea - Ghana - India - Iran - Iraq - Kazakhstan - Liban - Liberia - Libya - Mali - Mauritania | - Maroc - Niger - Nepal - Nigeria - Oman - Pakistan - Palestine - Qatar* - Nga - Rwanda - Senegal - Serbia* - Somalia - Nam Sudan - Sri Lanka - Sudan - Syria - Tajikistan - Togo - Tunisia - Thổ Nhĩ Kỳ - Turkmenistan - Ukraina - Các Tiểu vương quốc Ả Rập Thống nhất* - Uzbekistan - Yemen |  |

* – các quốc gia sau có trong cả hai danh sách (thị thực tại cửa khẩu và cần thị thực)
Thông tin xuất bản bởi IATA khác với danh sách của Cục Nhập cư. Theo thông tin này công dân của  Trung Quốc và  Serbia có thể xin thị thực tại cửa khẩu Malawi.